# Fekete Róbert (labdarúgó)
Fekete Róbert (Kiskunfélegyháza, 1971. július 1. –) magyar labdarúgó.

## Pályafutása
Korábban a Debreceni VSC csapatában mutatkozott be a magyar első osztályban, ahol négy évet töltött el, majd átigazolt a Békéscsabai Előre együtteséhez, ahol két évet húzott le. Ezután külföldön is kipróbálta magát, a ciprusi AEP Paphos csapatánál.